# ادوارد بارنز
ادوارد لارابی بارنز (به انگلیسی: Edward Larrabee Barnes) متولد ۱۹۱۵، معمار آمریکایی قرن بیستم بود.
بارنز در ۲۰۰۴ فوت کرد، و ۲ سال بعد مدال AIA را دریافت نمود. او آثار زیادی از خود بجا گذاشت، و دانش آموختهٔ مدرسه معماری دانشگاه هاروارد بود. از مهمترین طراحی‌های او می‌توان به ساختمان‌های آکساسنتر و سیتی‌گروپ سنتر در نیویورک اشاره کرد.
وی در سال ۲۰۰۷ مدال طلای ای آی ای را تصاحب کرد.

## زندگی‌نامه

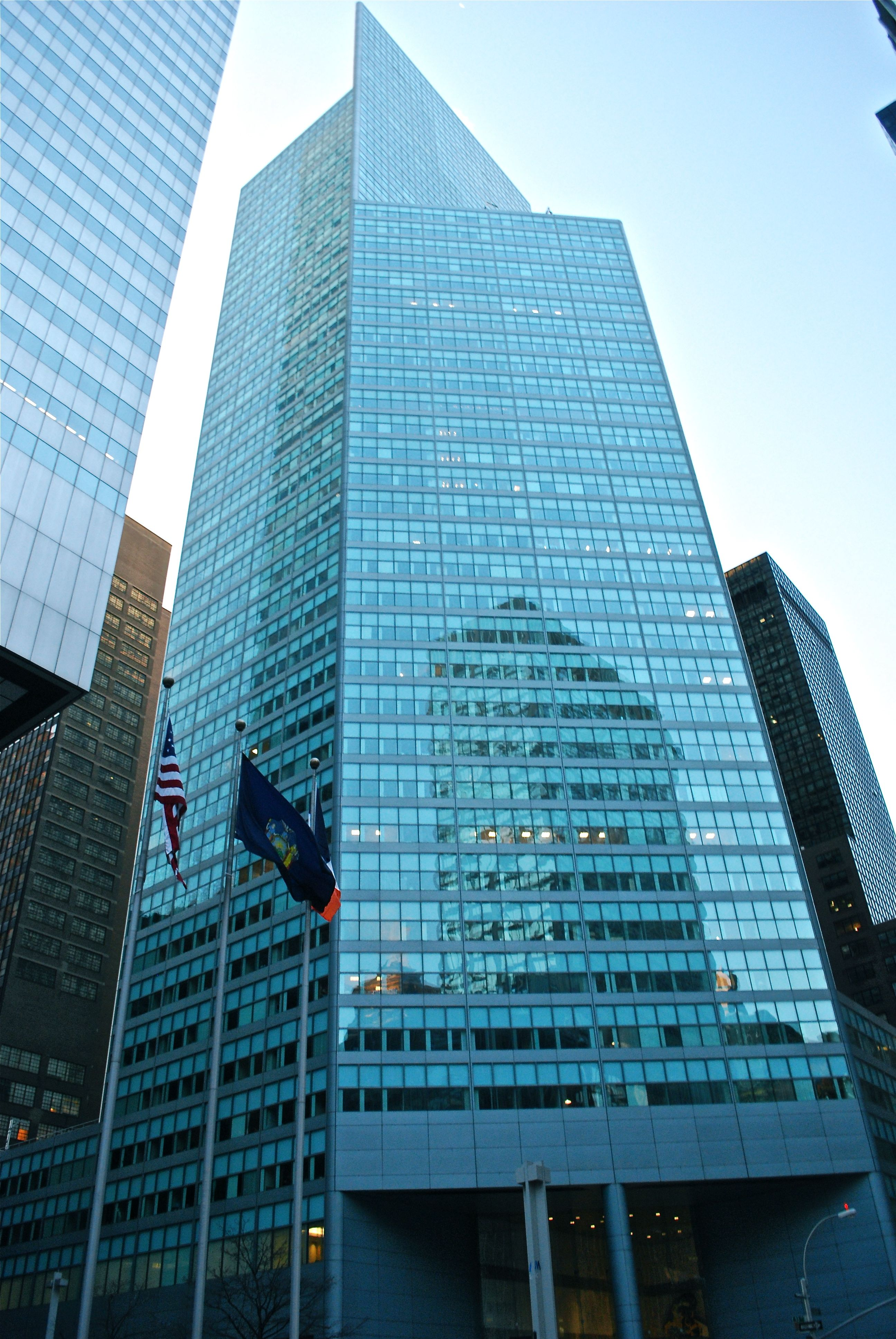
599 Lexington, خیابان، شهر نیویورک، ۱۹۸۶

ادوارد لاربی بارنز (۲۲ آوریل ۱۹۱۵–۲۲ سپتامبر ۲۰۰۴) یک معمار ایالات متحده آمریکا بود.بارنزدر ایالت ایلینوی شهر شیکاگو در خانواده‌ای که به توصیف خودش "متعصب و پیرو کلیسای اسقف هستند "متولد شد که متشکل از سیسیل بارنز، یک وکیل، و مارگارت ایر بارنز، دریافت کننده جایزه پولیتزر برای رمان سال شکوه، می‌باشد. بارنز در سال ۱۹۳۸ پس از مطالعه زبان انگلیسی و تاریخ هنر و قبل از تغییر رشته به معماری از دانشگاه هاروارد فارغ‌التحصیل شد، سپس در اکادمی میلتون قبل از بازگشت به هاروارد برای مطالعه بیشتر تحت نظر والتر گروپیوس و مارسل برور تدریس کرد. او در سال ۱۹۴۲ از مدرسه طراحی هاروارد فارغ‌التحصیل شد و در طول جنگ جهانی دوم در نیروی دریایی خدمت گذاری کرد. پس از جنگ در لس انجلس برای هنری دریفوس کارمیکرد وبرای تولید انبوه خانه ها، نمونه اولیه طراحی می‌کرد.

## فعالیت‌ها
بارنز در سال ۱۹۴۹ «شرکت همکاران ادوارد لاربی بارنز» را در منهتن تأسیس کرد. بارنز در طول دورهٔ طولانی کاری اش-همراه با همسرش مری بارنز که طراح داخلی بود- ساختمان‌های اداری، موزه‌ها، باغ‌های گیاه‌شناسی، خانه‌های شخصی، کلیساها، مدارس، اردوگاه‌ها، دانشکده‌ها، محوطه دانشگاهی وخانه سازی طراحی کردند. بسیاری از ساختمان‌های او که شامل موزه هنر دالاس، مرکز هنر واکر و ساختمان ای بی ام در ۵۹۰ خیابان مدیسون در منهتن به صورت گسترده شناخته شده‌اند.
در طول سال‌ها او همچنین در دانشگاه هاروارد، انستیتو پرت و دانشگاه ویرجینیا تدریس کرد و به عنوان عضوی از «مجلس طراحی شهری نیویرک» و به عنوان معاون رئیس در «اکادمی امریکایی در رم» خدمت کرد. در سال ۱۹۶۲ بارنز به عنوان عضو مشاور و در سال ۱۹۷۴ به عنوان عضو رسمی در اکادمی بین‌المللی طراحی منتخب شد. او در سال ۱۹۷۸ به عنوان همکار در فرهنگستان هنر و علوم آمریکا منتخب شد. در سال ۲۰۰۷ او توسط با ارزش‌ترین جایزه مؤسسه معماران آمریکا، مدال طلایی ای ای ای، قدردانی پس از مرگ شد. او همچنین مدال توماس جفرسون در معماری، مدال ۳۵۰ امین سالگرد دانشگاه هاروارد، و حدود ۴۰ جایزه دیگر را دریافت کرد. مدرسه هنر هیستک مانتین او جایزه ۲۵۵ ساله ی ای آی ای را برد. او در شهر کوپرتینو کالیفرنیا درگذشت.

## جوایز
وی در سال ۲۰۰۸ مدال طلای ای آی ای را تصاحب کرد.

## پروژه‌های منتخب
- El Monte Renewal Project (master plan and architecture), (San Juan, Puerto Rico), 1964
- Haystack Mountain School of Arts and Crafts (master plan), Deer Isle, Maine, 1962
- State University of New York at Purchase (master plan) 1960s
- State University of New York at Potsdam (master plan) 1960s
- Christian Theological Seminary, 1966 ت
- Dormitories, Bennington College, Bennington, Vermont 1966
- Crown Center (master plan), Kansas City, Missouri 1970s
- 28 State Street, Boston, MA, 1969
- Indianapolis Museum of Art, Indianapolis, Indiana 1969
- Walker Art Center, 1971
- Minneapolis Sculpture Garden, Minneapolis, 1971
- Smart Museum, Chicago, 1974
- Carnegie Museum of Art, Pittsburgh, PA, 1974
- Cochrane-Woods Art Center, Chicago, 1974
- Visual Arts Center, Bowdoin College, 1975
- Cross Campus Library, Yale University, 1976 (Remodeled in 2007 by Thomas H. Beeby, now known as Bass Library)[۲]
- Citigroup Center, New York City (collaboration), 1977
- Cathedral of the Immaculate Conception, Burlington, Vermont, 1977
- Asia Society building, New York City, 1980
- 1010 Market Street, St. Louis, Missouri,1982
- Nora Eccles Harrison Museum of Art, Utah State University, Logan, Utah, 1982
- Dillon, Read & Co. Building, New York City, 1982
- 590 Madison Avenue (former IBM Building), New York City, ۱۹۸۳
- Dallas Museum of Art, 1984
- Old Stone Square, Providence, Rhode Island, 1984 (Purchased in 2005 by Brown University and renamed 121 South Main Street)[۳]
- Gooch-Dillard, University of Virginia, 1984
- Museum of Art Fort Lauderdale, Fort Lauderdale, Florida 1986
- 599 Lexington Avenue, New York City, ۱۹۸۶
- AXA Center, New York City, 1986
- 125 West 55th Street, ۱۹۸۸
- Hyde Collection, Glens Falls, New York, 1989 (expansion)
- Bennington College student housing, 1966
- Hammer Museum, Los Angeles, 1990
- Knoxville Museum of Art, Knoxville, Tennessee, 1990
- Thurgood Marshall Federal Judiciary Building, Washington, DC, 1992
- Unitarian Universalist Congregation of Shelter Rock, Manhasset, NY, 1993
- Birmingham Museum of Art, Birmingham, Alabama, 1993 (expansion)
- IUPUI University Library, Indianapolis, IN, 1994